# Pirro Gonzaga
Pirro Gonzaga (Mântua, 1490 - Sabbioneta, 28 de janeiro de 1529) foi um cardeal do século XVI.

## Biografia
Nasceu em Mântua em 1505. Terceiro dos dez filhos de Lodovico Gonzaga e Francesca Fieschi. Os outros irmãos eram Gianfrancesco (chamado Cagnino), Ludovico (chamado Rodomonte), Paola, Ippolita, Giulia, Caterina (freira do mosteiro de S. Vincenzo em Mântua), Elisabetta (freira do mosteiro de S. Vincenzo em Matua), Alfonso (morreu na infância) e Eleonora. Ele era um patrício veneziano. Por causa de sua baixa estatura foi chamado de Pirrino . Primo do Cardeal Ercole Gonzaga (1527). Outros cardeais da família foram: Francesco Gonzaga (1461); Sigismondo Gonzaga (1505); Francesco Gonzaga (1561); Giovanni Vincenzo Gonzaga , OSIo.Hier. (1578); Scipione Gonzaga (1587); Fernando I Gonzaga (1607); e Vicente II Gonzaga (1615). Seu primeiro nome também está listado como Pirro.
Foi destinado à carreira eclesiástica desde muito jovem. (Nenhuma informação adicional encontrada).
Em 1506, doou o complexo monástico de S. Pietro em Belforte di Gazzuolo aos Irmãos de S. Girolamo. Em 1521, cedeu a propriedade de Sabbioneta a seu irmão Ludovico.
(Nenhuma informação encontrada). Apostólico protonotário.
Eleito bispo de Modena em 5 de setembro de 1527, em Castel Sant'Angelo; renunciou alguns meses depois sem ter recebido a consagração episcopal ou tomado posse da sé.
Criado cardeal diácono no consistório de 21 de novembro de 1527, em reconhecimento do papa a seu irmão Ludovico, seu salvador durante o Saque de Roma; recebeu o barrete vermelho e a diaconia de S. Ágata em Suburra, em 27 de janeiro de 1528. Restaurou magnificamente a sua diaconaria.
Morreu em Sabbioneta em 28 de janeiro de 1529, Sabbioneta, arredores de Modena. Sepultado na igreja Servita de S. Biagio dei Servi em 1º de fevereiro de 1529. A igreja foi reconstruída em 1586 e consagrada com o título de Beata Vergine Incoronata.